# Rushton Triangular Lodge
Die Rushton Triangular Lodge ist ein ungewöhnlicher Zierbau, der von Sir Thomas Tresham entworfen und zwischen 1593 und 1597 in der Nähe von Rushton, Northamptonshire, England, auf dem Grundriss eines gleichseitigen Dreiecks errichtet wurde. Das Gebäude weist viele Symbole basierend auf der Zahl Drei auf, die an die Heilige Dreifaltigkeit erinnern sollen. Die Triangular Lodge ist eines von vier Gebäuden mit dreieckigem Grundriss bis Ende des 16. Jahrhunderts in England neben Geddington Cross, dem Turm der Maldon Church und Longford Castle. Heute befindet sie sich in der Obhut des englischen Kulturerbes.

## Hintergrund
Thomas Tresham war ein wohlhabendes Mitglied der englischen Elite, der 1559 große Besitztümer von seinem Großvater und Namensvetter Thomas Tresham I. geerbt hatte. Er war befreundet mit William Cecil, dem Außenminister von Königin Elisabeth I., und dem Lordkanzler Sir Christopher Hatton. 1573 wurde er zum Sheriff von Northamptonshire gewählt und am 18. Juli 1575 auf der Queen’s Royal Progress in Kenilworth Castle zum Ritter geschlagen. Es gibt Berichte, dass er erst 1580 zum katholischen Glauben konvertierte, aber viele Anzeichen sprechen dafür, dass er sein ganzes Leben Katholik war. Obwohl er loyal zur Königin stand, wurde er 1580 wegen seines katholischen Glaubens in Wisbech Castle sowie im Bischofspalast von Ely inhaftiert. Durch Elisabeths Konflikt mit Papst Pius V., Maria Stuart und dem spanischen König Philipp II. wurden Katholiken als potentielle Bedrohung ihrer Macht zur Zielscheibe der Verfolgung gemacht. Er blieb insgesamt fünfzehn Jahre lang inhaftiert, weil er sich weigerte, Anglikaner zu werden.
Tresham nutzte seine Inhaftierung als Gelegenheit, eine persönliche mystische Theologie zu entwickeln, die auf der Zahlensymbolik basierte. 1593 hatte er ein mystisches Erlebnis, während ihm ein Diener aus einem Buch des englischen Jesuiten und Politikers Robert Parsons vorlas.

“… it fortuned that Fulcis, my then servant, reading in the ‘Christian Resolution’, in the ‘Treatise of Proof that there is a god’ … there was upon a wainscot table at that instand, three loud knocks (as if had been with an iron hammer) given.”

„… das Glück hatte, dass Fulcis, mein damaliger Diener, in den ‚Christlichen Vorsätzen‘ las, in der ‚Abhandlung über den Beweis, dass es einen Gott gibt‘ … in diesem Augenblick ertönten auf einem Tafeltisch drei laute Schläge, sozusagen mit einem Eisenhammer.“

Tresham deutete dies als ein Zeichen Gottes, die Heilige Dreifaltigkeit zu ehren. Nach seiner Freilassung im Jahr 1593 entwarf er die Lodge als Zeichen des Protests und als Zeugnis seines Glaubens.

## Lage
Die Triangular Lodge steht in Rushton, Northamptonshire, in einem kleinen, mit Bäumen bepflanzten eingezäunten Gelände am Rande des Parks von Rushton Hall, wo Thomas Tresham lebte. Das Gebäude war Teil eines Warrens, einer künstlichen, eingehegten Anlage zur Kaninchenhaltung, die zur Gewinnung von Fleisch und Fell diente. Zu Treshams Lebzeiten wurde das Gebäude Warrens Lodge genannt. Erst nach seinem Tod erhielt es seinen heutigen Namen. Die Lodge liegt etwa 1,6 Kilometer westlich von Rushton, und 4,8 Kilometer von Desborough entfernt an der A6.

## Gebäude
Der Grundriss ist ein gleichseitiges Dreieck. Die drei Wände sind jeweils 33,3 Fuß lang. Das Gebäude hat drei Stockwerke und einen dreieckigen Schornstein sowie drei steile dreieckige Giebel, die jeweils von einem dreiseitigen Abschluss an der Spitze überragt werden. Jede der Wände hat drei Reihen von drei Fenstern. Die halbunterkellerten Fenster sind kleine Zinnen mit dreieckigen Lichtern, die Fenster im Erdgeschoss haben die Form eines Kreuzes mit drei runden Fenstern am Ende jedes Arms, die eine Raute bilden. Jedes Stockwerk hat drei dreieckige Räume sowie eine sechseckige Kammer in der Mitte. In einem der Dreiecke befindet sich eine Wendeltreppe und im ersten Stockwerk in einem anderen Dreieck ein offener Kamin.
Neun Engelsfiguren unter dem Gesims, je zwei an jeder Seite sowie eine an jeder Ecke, halten als Wasserspeier Rohre, die das Regenwasser vom Dach abführen. Die Fenster im ersten Stock haben die Form eines Kleeblatts, das Emblem der Familie Tresham.

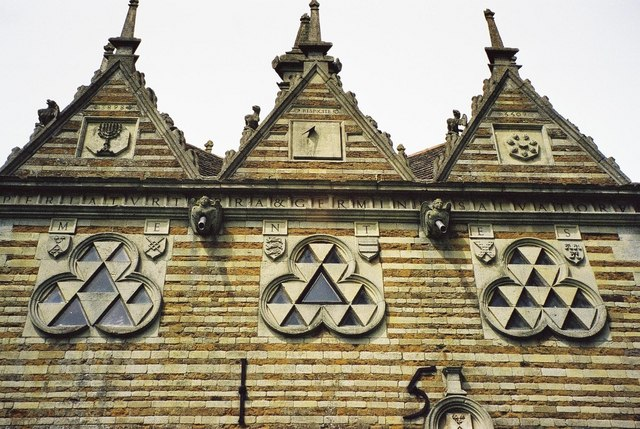
Fenster im ersten Stock.
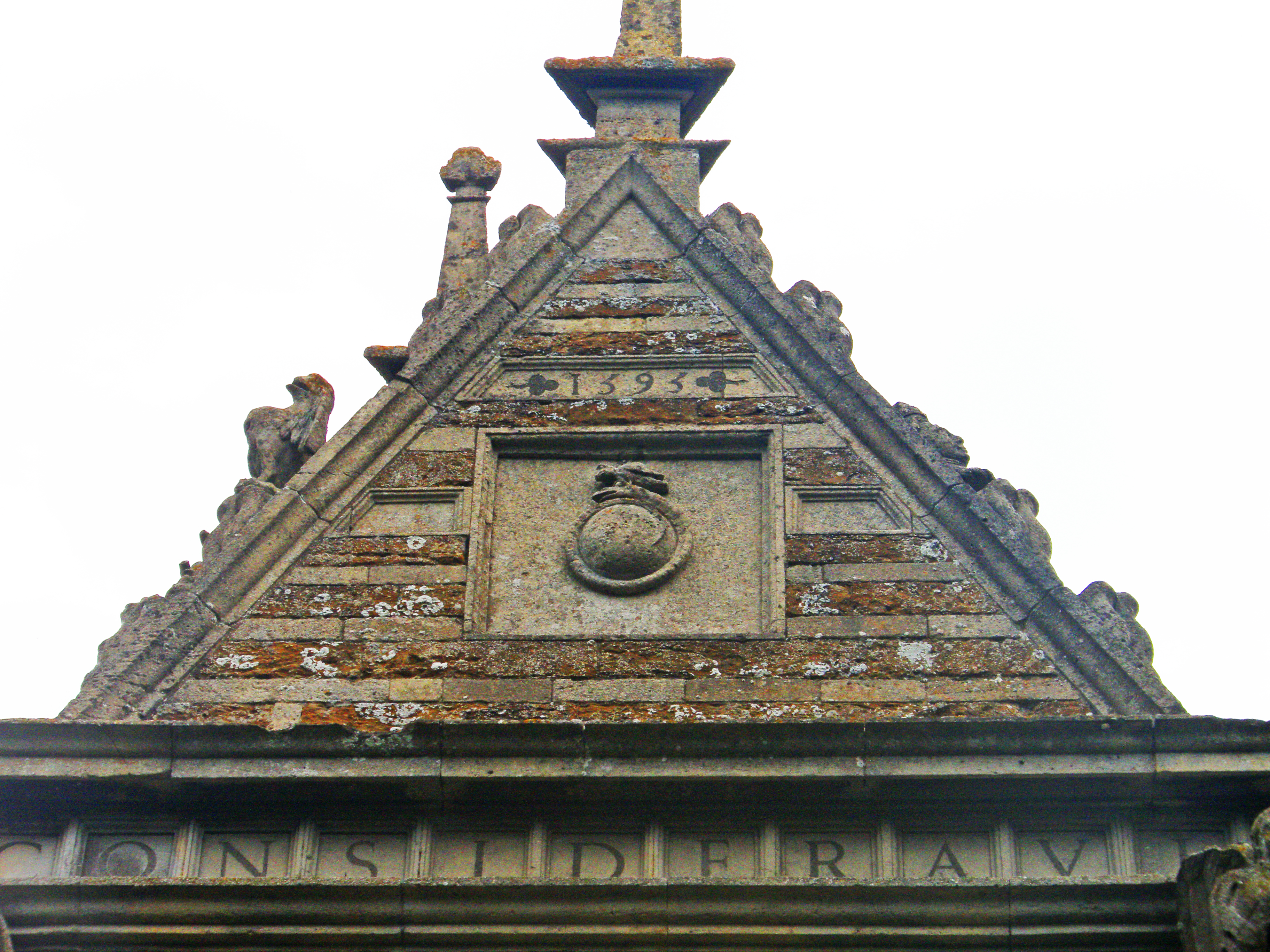
Dreieckiger Giebel mit Teil einer Inschrift.
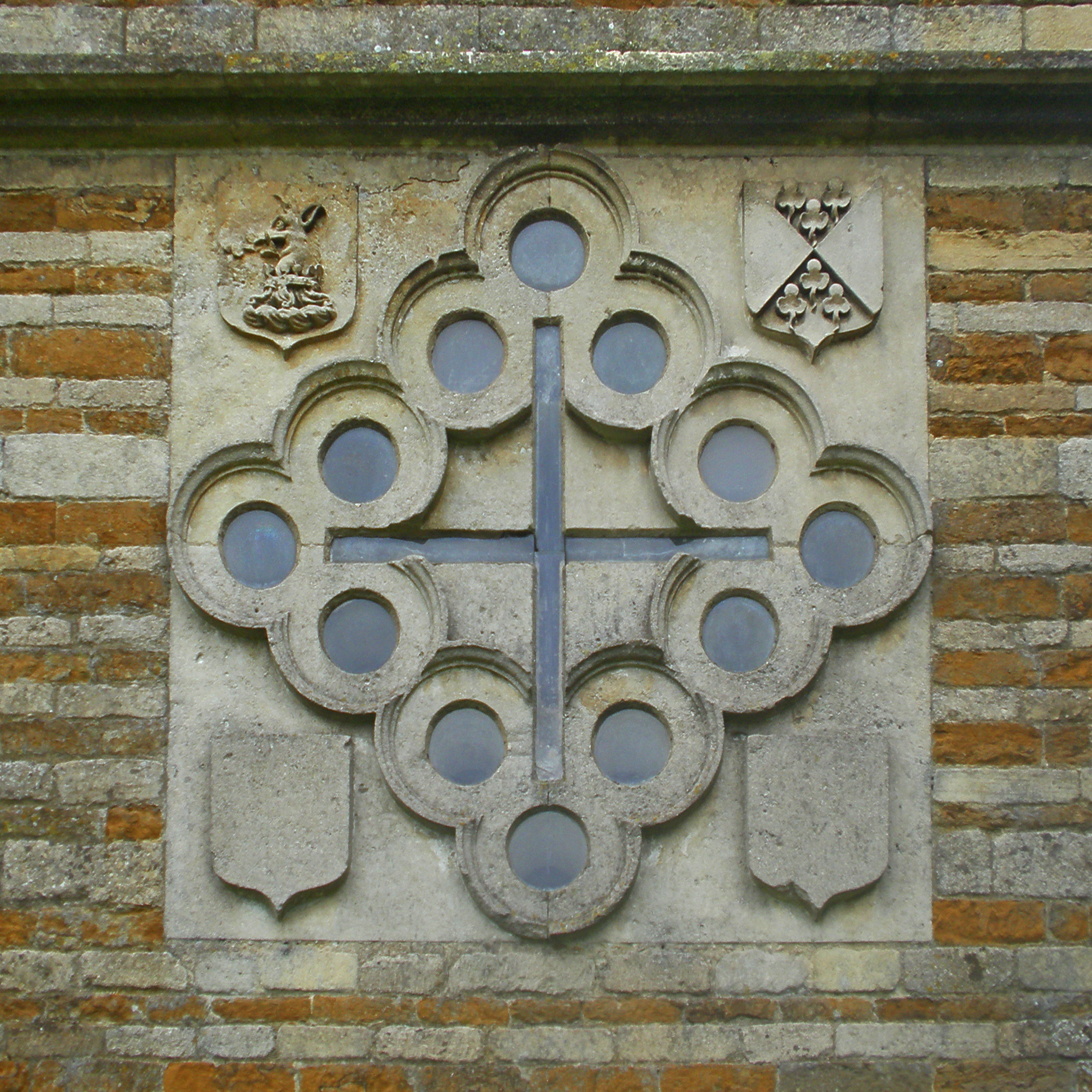
Fenster im Erdgeschoss.

Zu den Emblemen, die in die Giebel eingemeißelt sind, gehören an der Südostseite der symbolträchtige siebenarmige Leuchter in einer achteckigen Tafel und eine siebeneckige Tafel mit den sieben Augen Gottes. Die Embleme symbolisieren Gott den Vater. Der südwestliche Giebel zeigt eine Taube, eine Schlange und die Hand Gottes, die einen Globus berührt. Der dreieckige Schornstein ist mit dem Christusmonogramm IHS, den ersten drei Buchstaben des Namens Jesu in griechischen Großbuchstaben, einem Lamm und einem Kreuz sowie einem Kelch geschmückt.

## Inschriften und Symbole

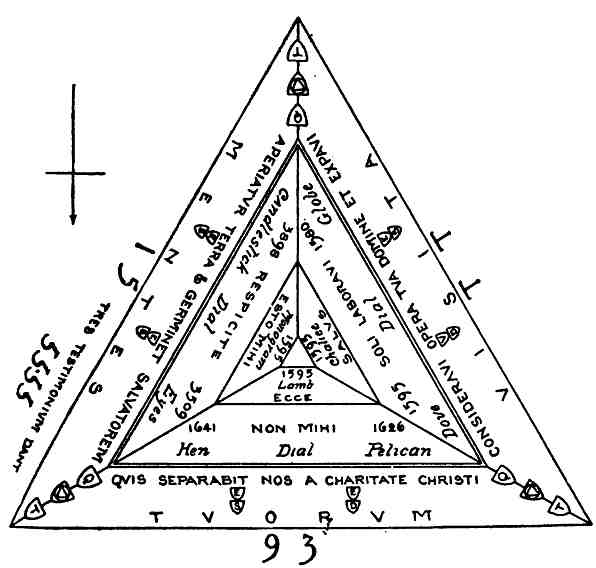
Grundriss und Schema der Anordnung der Symbole auf der Rushton Triangular Lodge.

Eine Wand ist mit „15“, eine andere mit „93“ und die letzte mit „TT“ für das Jahr der Grundsteinlegung und die Initialen des Bauherrn beschriftet. Die Inschrift auf dem Vordereingang lautet: „Tres Testimonium Dant“ („Denn drei sind es, die Zeugnis ablegen“). Es sind Worte aus dem 1. Brief des Johannes, die sich auf die Dreifaltigkeit beziehen. Möglich ist auch die Leseweise „Tresham legt Zeugnis ab“, da Tres der Kosename Treshams war, den seine Frau in ihren Briefen verwendete. Ebenfalls über der Tür steht die Zahl 5555. Die Ziffern sind ungewöhnlich geformt, und es wird spekuliert, dass sie eigentlich 3333 bedeuten sollen. Vielleicht handelt es sich um einen Hinweis auf die Erschaffung der Welt, da 1593 von 5555 subtrahiert 3962 v. Chr. ergibt, ein mögliches Datum der Erschaffung laut Sixtus von Siena.
Drei lateinische Texte mit jeweils 33 Buchstaben Länge verlaufen an jeder Fassade um das Gebäude herum. Die Zitate lauten:
- Aperiatur terra & germinet Salvatorem: „Die Erde tue sich auf und bringe Heil.“ (Jes 45,8 EU)
- Quis separabit nos a charitate Christi?: „Wer will uns scheiden von der Liebe Christi?“ (Röm 8,35 EU)
- Consideravi opera tua, Domine, et expavi: „Ich habe dein Werk betrachtet, o Herr, und hatte Angst.“ (Paraphrase von Hab 3,2 EU.)

Die beschädigten Inschriften, die auf jedem Giebel eingraviert sind, ergeben zusammen „Respicite non mihi laboravi“, was bedeutet: „Siehe, ich habe nicht für mich allein gearbeitet.“ Im oberen Raum der Triangular Lodge finden sich Hinweise, dass dort gelegentlich in der Nacht eine Messe gefeiert wurde, wie etwa die Inschrift „SSSDDS“ für „Sanctus Sanctus Sanctus Dominus Deus Sabaoth“. Im römischen Ritus war Sanctus (lateinisch „heilig“) ein nach seinem Anfangswort benannter Teil der christlichen Abendmahlsliturgie.